# Kevin Kelly (beisbolista)
Kevin Kelly (Springfield, Virginia, 28 de noviembre de 1997) es un jugador profesional estadounidense de béisbol que se desempeña en la posición de lanzador en Tampa Bay Rays, equipo de las Grandes Ligas de Béisbol (MLB).

## Carrera
Fue seleccionado en la 19.ª ronda en el Draft de la MLB de 2019. En 2023 hizo su debut profesional con el equipo Tampa Bay Rays, donde lleva jugando dos temporadas.